# Ivano-Kepîne, Snihurivka
Ivano-Kepîne (în ucraineană Івано-Кепине) este un sat în comuna Pavlivka din raionul Snihurivka, regiunea Mîkolaiiv, Ucraina.

## Demografie
Componența lingvistică a localității Ivano-Kepîne
     Ucraineană (98,36%)
     Rusă (1,26%)
Conform recensământului din 2001, majoritatea populației localității Ivano-Kepîne era vorbitoare de ucraineană (98,36%), existând în minoritate și vorbitori de rusă (1,26%).